# 산탄드레아디콘차
산탄드레아디콘차(이탈리아어: Sant'Andrea di Conza)는 이탈리아 캄파니아주 아벨리노도의 코무네다.